# Plagioecia platydiscus
Plagioecia platydiscus är en mossdjursart som beskrevs av Harmelin 1976. Plagioecia platydiscus ingår i släktet Plagioecia och familjen Plagioeciidae. Inga underarter finns listade i Catalogue of Life.